# Eleocharis nudipes
Eleocharis nudipes är en halvgräsart som först beskrevs av Carl Sigismund Kunth, och fick sitt nu gällande namn av Eduard Palla. Eleocharis nudipes ingår i släktet småsäv, och familjen halvgräs. Inga underarter finns listade i Catalogue of Life.